# Ricinocarpos muricatus
Ricinocarpos muricatus är en törelväxtart som beskrevs av Johannes Müller Argoviensis. Ricinocarpos muricatus ingår i släktet Ricinocarpos och familjen törelväxter. Inga underarter finns listade i Catalogue of Life.